# Pennatula phosphorea
Pennatula phosphorea Linnaeus, 1758 è un ottocorallo della famiglia Pennatulidae.

## Descrizione
Sebbene sia rara tra gli octocoralli, in questa specie sono stati segnalati fenomeni di bioluminescenza.

## Distribuzione e habitat
Organismo cosmopolita, reperibile su fondali mobili.

## Tassonomia
Sono riconosciute le seguenti sottospecie:
- Pennatula phosphorea phosphorea Linnaeus, 1758
- Pennatula phosphorea antarctica Kukenthal & Broch, 1911
- Pennatula phosphorea candida Marshall & Fowler, 1888
- Pennatula phosphorea longispinosa Moroff, 1902
- Pennatula phosphorea rubella Kolliker, 1869
- Pennatula phosphorea variegata Kölliker, 1869

È inoltre stata descritta la seguente varietà:
- Pennatula phosphorea var. californica Kükenthal, 1913